# Dipoena turriceps
Dipoena turriceps là một loài nhện trong họ Theridiidae.
Loài này thuộc chi Dipoena. Dipoena turriceps được Ehrenfried Schenkel-Haas miêu tả năm 1936.